# Zaječar
Zaječar (en cirílico: Зајечар) es una ciudad y municipio del distrito homónimo al este de Serbia Central.

## Geografía
En 2002, contaba con 60000 habitantes de un total de 145000 en el municipio, en su gran mayoría serbios.
El municipio colinda al este con Bulgaria. Otras poblaciones son Grlište, Selačka, Zvezdan y Gamzigrad, de gran interés arqueológico, entre otras.

## Historia

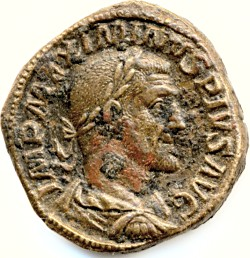
Moneda romana con la efigie del emperador Maximino, nacido en los alrededores de Zaječar.

El municipio estuvo colonizado por los romanos y fue cuna de tres de sus emperadores: Galerio, Maximino y Licinio. 
La ciudad de Zaječar es mencionada por primera vez por los turcos en un censo de 1466, contando ocho familias. 
Durante la Primera Guerra Mundial, Zaječar fue ocupada por los búlgaros desde 1915 hasta 1918. Durante la Segunda Guerra Mundial fueron los alemanes quienes se apoderaron del lugar desde 1941 hasta 1944.
Mirko Cvetković, actual primer ministro de Serbia nació aquí.